# Ville de licence
 (janvier 2025).
Si vous disposez d'ouvrages ou d'articles de référence ou si vous connaissez des sites web de qualité traitant du thème abordé ici, merci de compléter l'article en donnant les références utiles à sa vérifiabilité et en les liant à la section « Notes et références ».
Dans le domaine de la radiodiffusion aux États-Unis, au Canada et au Mexique, la ville de licence (en anglais : City of license) est la communauté dans laquelle la station de radio ou la station de télévision est officiellement autorisée à diffuser par la réglementation de la radiodiffusion de ce pays.